# Chuối Foster
Chuối Foster là một món tráng miệng của Mỹ bắt nguồn từ New Orleans bao gồm nguyên liệu làm từ chuối và kem vani, với nước sốt làm từ bơ, đường nâu, quế, rượu rum đen và rượu mùi chuối. Bơ, đường và chuối được nấu chín, sau đó đổ thêm rượu vào và đốt cháy theo kiểu flambé của Pháp. Chuối và hỗn hợp sốt này sau cùng được bày biện trên kem. Lớp phủ phổ biến cũng bao gồm kem tươi và các loại hạt khác nhau (quả hồ đào, quả óc chó, v.v...). Món này thường được chế biến sẵn tại bàn dưới dạng flambé phục vụ thực khách.
Món tráng miệng này có thể ăn kèm với kem vani hoặc làm nhân bánh crêpe nhưng cũng có thể ăn riêng. Bên cạnh đó, đầu bếp có thể cho thêm chút quế và nhục đậu khấu vào làm gia vị.
Dù nhiều người nghĩ rằng món ăn này được tạo ra tại nhà hàng Brennan's ở New Orleans, Louisiana, nhưng thực tế món ăn này đã bắt đầu từ vài năm trước đó tại nhà hàng Vieux Carré của Owen Brennan. Năm 1951, Ella Brennan và đầu bếp Paul Blangé của nhà hàng đã cùng nhau bắt tay vào việc sửa đổi một món ăn do mẹ của Ella làm tại nhà của gia đình Brennan. Vào lúc đấy, New Orleans là một trung tâm chính cho việc nhập khẩu chuối từ Nam Mỹ. Tên gọi của món này được đặt dựa theo tên của Richard Foster, Chủ tịch Ủy ban Tội phạm New Orleans và là bạn của chủ nhà hàng Owen Brennan.